# Poruczikowo
Poruczikowo (ros. Поручиково) – wieś (sieło) w Rosji, w Tatarstanie, w rejonie zaińskim. W 2010 liczyła 448 mieszkańców.